# 척 벨러
척 벨러(Chuck Behler, 1965년 6월 13일 ~ )는 드러머로, 1987년에서 1989년까지 메가데스의 일원이었다.
그는 1987년부터 1989년까지 헤비메탈 밴드 메가데스에서 드럼을 연주한 미국 뮤지션이다. 1988년 록큐멘터리 The Decline of Western Civilization Part II: The Metal Years에 출연했다. 그는 현재 모터 시티 프릭스(Motor City Freaks)의 회원이다.
밴드 리더 데이브 머스테인(Dave Mustaine)은 밴드의 과거 활동 드러머인 가 사무엘슨(Gar Samuelson)이 벨러를 그의 드럼 테크(drum tech)로 활용했기 때문에 벨러를 알고 있었다. 벨러는 결국 코카인 중독자라는 이유로 머스테인에 의해 해고되었고 자신의 드럼 테크인 닉 멘자에게 메가데스에서의 자리를 양도했다.
메가데스 이전에 벨러는 다른 그룹 중에서 더 미니스(The Meanies) 및 싱클레어의 멤버였다.
숀 드로버(Shawn Drover)와의 인터뷰에서 드로버는 벨러가 디트로이트 지역에 거주하며 해당 지역에 있을 때마다 메가데스 쇼에 참석한다고 말했다.